# モロゴロタンクローリー爆発事故
モロゴロタンクローリー爆発事故（モロゴロタンクローリーばくはつじこ）とは、タンザニア東部の都市のモロゴロで、東アフリカ時間の2019年8月10日の朝にタンクローリーが横転し、炎上後に爆発した事故である。
この事故によって、60人前後の即死が伝えられ、その後、死者数は上方修正された。
横転して炎上していたタンクローリーから漏出した燃料を盗もうとしていた人々が出たために、死傷者数が増加した。

## 事故現場
油を積載したタンクローリーが横転したのは、ムサンブバスターミナルの近くであった。事故の発生したモロゴロは、タンザニア最大の都市のダルエスサラームから西に約190 kmに位置する。事故現場付近を通る道路は、モロゴロとダルエスサラームとを接続する道路で、交通量は多かった。

## 事故

### タンクローリー横転事故
燃料を積載したタンクローリーは、モーターサイクリストとの衝突を避けようとして、東アフリカ時間で2019年8月10日午前8時過ぎに横転した。タンクローリーからは燃料が漏出し、これを盗もうと、人々が燃料を盗みに事故現場へやって来た。そして、群衆は黄色のジェリカンを使用して、燃料を盗んだ。なお、取材を受けた目撃者は、少なくとも150人の群衆が事故現場に集まったと証言した。この際のビデオ映像を、地元のニュースチャンネルKwanza TVが、ビデオ映像をTwitterに投稿し、タンクローリーの周りに燃料を集めようとしていた人々のグループを示した。このようにソーシャルメディアに映像が流出し、多くの人々が黄色いジェリカンを使って燃料を集めていた映像が、世界中に拡散された。
横転したタンクローリーは炎上したものの、それでも人々は燃料を盗み続けた。

### 爆発
横転して炎上していた燃料を積載したタンクローリーは、横転してから約20分後、東アフリカ時間の2019年8月10日午前8時30分に爆発した。これによって、60人前後が即死したと見られ、かつ、他にも多数の負傷者が出た。目撃者の1人は「事故現場が猛烈な炎で混乱しており、犠牲者の救出が難航している。状況は本当に酷い。にぎやかな場所であったから、多くの人がここで亡くなった――燃料を盗んでいない人も――」と述べた。その後、死者数は上方修正されていった。

## 結果
現地時間の2019年8月10日午後3時には、救助活動が終了し、全ての遺体が現場から運び出された。政府のスポークスマンであるハッサン・アッバスも「現地時間午後3時までに救助活動は終了した。現場は封鎖され、全ての遺体は現場から運び出され、身元確認のため地元の病院に移送された。」とコメントした。大統領のジョン・マグフーリは、死者に哀悼の意を表明したと同時に、燃料を盗んだという群衆行動については落胆した。
犠牲者のほとんどは、事故現場に居合わせた地元のオートバイタクシー運転手と、燃料を盗むべく燃料を集めようとしていた人々だったと特定された。この爆発事故について、モロゴロ地域の委員であるスティーブン・ケブウェは、この地域で最悪の災害だと述べ、今後重篤な患者がさらに死亡する可能性に言及した。地域の警察委員長であるWilbard Mutafungwaは、爆発の結果、多くの人々が火傷を負ったと述べた。
警察は2019年8月12日に、75人が死亡し、少なくとも55人が負傷したと公式に発表した。この種の事故としては、2019年8月12日の時点で、タンザニア史上、最悪の被害であった。
ただ、Mwananchi Communicationsが2019年8月15日に報道した内容によれば、この事故によって、少なくとも89人が死亡したとも伝えられた。